# Imad Najah
Imad Najah (* 19. Februar 1991 in Utrecht, Provinz Utrecht, Niederlande) ist ein marokkanischer Fußballspieler, der vorrangig im Mittelfeld eingesetzt wird. Er steht in der Saison 2016/17 bei der SBV Vitesse aus Arnheim unter Vertrag und spielt für die zweite Mannschaft Jong Vitesse in der Tweede Divisie. Zuvor war er vier Jahre lang bei RKC Waalwijk aktiv, davon zwei Jahre in der Eredivisie. Zuvor stand er ohne Einsatz im Kader der PSV aus Eindhoven.
Najah spielte in den U-19- und U-20-Mannschaften von Marokko und naht mit der marokkanischen U-23-Nationalmannschaft an den Olympischen Spielen 2012 teil.